# Wellin
Wellin là một đô thị của Bỉ. Đô thị này nằm ở tỉnh Luxembourg, vùng Wallonie.

Ngày 1 tháng 1 năm 2007, đô thị này có diện tích 67,52 km², có dân số 2.958 dân với mật độ dân số 43,8 người trên mỗi km².